# خطای اندازه‌گیری
خطای اندازه‌گیری (به انگلیسی: Measurement error) یا خطای مشاهده (Observational error) یا خطای اندازه‌گیری، در آمار، به اختلاف بین مقدار اندازه‌گیری شده و مقدار واقعی گفته می‌شود. در علوم آماری هر خطایی یک اشتباه محسوب نمی‌شود و متغیر بودن بخشی ذاتی از نتایج اندازه‌گیری‌ها و فرایند مشاهده به‌شمار می‌آید. در مجموع خطاهای مشاهده‌ای را می‌توان به دو بخش تقسیم کرد: خطای تصادفی و خطای سیستماتیک. خطاهای تصادفی؛ اشتباهات در اندازه‌گیری را شامل می‌شود که مقادیر آن قابل اندازه‌گیری باشد. خطاهای سیستماتیک اشتباهاتی هستند که حاصل خطاهای ذاتی سیستم می‌باشند.